# Mantidactylus zolitschka
Mantidactylus zolitschka là một loài ếch trong họ Mantellidae. Chúng là loài đặc hữu của Madagascar.
Các môi trường sống tự nhiên của chúng là các khu rừng ẩm ướt đất thấp nhiệt đới hoặc cận nhiệt đới và sông. Nó đang bị đe dọa vì mất môi trường sống nghiêm trọng.